# David Cronenberg
David Cronenberg (Toronto, 1943. március 15. – ) kanadai filmrendező.

## Élete
Torontói liberális zsidó családban nőtt fel. Anyja zongorista, apja újságíró volt. Bátyja jelmeztervező. A Torontói Egyetemen biokémiát hallgatott, majd átment az angol szakra. 
Első filmje a Stereo volt 1969-ben, melyben a művészfilm és sci-fi elemeit vegyítette. Horrorfilmjeit kormányzati alapokból finanszírozta, amely parlamenti vita tárgya lett Kanadában. Az Agyfürkészők című műve nagy sikert hozott, s a rendező megkapta élete legnagyobb költségvetését a Videodrome 1982-ben forgatott, ma már klasszikussá vált remekművére. A film nyugtalanító utópia a televíziós erőszakról és a reklám behatolásáról az emberi testbe. Bár a film nem ért el kasszasikert, Cronenberg nevét megismerte az amerikai filmipar. Ezt a kötetlen kapcsolatot tartja fenn a mai napig Hollywooddal. Kanadában gyárt, de filmjei forgalmazását egy nagy amerikai forgalmazó cég intézi. 1990-ben szerepelt Clive Barker Az éjszaka szülöttei című horrorfilmjében. 
Három gyermeke van.

## Filmjei

### Egész estés filmek
| Év   | Magyar cím                          | Eredeti cím           | Díjak, jelölések                           |
| ---- | ----------------------------------- | --------------------- | ------------------------------------------ |
| 2022 | A jövő bűnei                        | Crimes of the Future  |                                            |
| 2014 | Térkép a csillagokhoz               | Maps to the Stars     | Arany Pálma (jelölés)                      |
| 2012 | Cosmopolis                          | Cosmopolis            | Arany Pálma (jelölés)                      |
| 2011 | Veszélyes vágy                      | A Dangerous Method    | Arany Oroszlán (jelölés)                   |
| 2007 | Eastern Promises – Gyilkos ígéretek | Eastern Promises      | César-díj (jelölés)                        |
| 2005 | Erőszakos múlt                      | A History of Violence | Arany Pálma (jelölés), César-díj (jelölés) |
| 2002 | Pók                                 | Spider                | Arany Pálma (jelölés)                      |
| 1999 | eXistenZ – Az élet játék            | eXistenZ              | Arany Medve (jelölés)                      |
| 1996 | Karambol                            | Crash                 | Arany Pálma (jelölés)                      |
| 1993 | Pillangó úrfi                       | M. Butterfly          |                                            |
| 1991 | Meztelen ebéd                       | Naked Lunch           | Arany Medve (jelölés)                      |
| 1988 | Két test egy lélek                  | Dead Ringers          |                                            |
| 1986 | A légy                              | The Fly               | Oscar-díj (legjobb smink)                  |
| 1983 | A holtsáv                           | The Dead Zone         |                                            |
| 1983 | Videodrome                          | Videodrome            |                                            |
| 1981 | Agyfürkészők                        | Scanners              |                                            |
| 1979 | Porontyok                           | The Brood             |                                            |
| 1979 | Fékevesztett erő                    | Fast Company          |                                            |
| 1977 | Veszett                             | Rabid                 |                                            |
| 1975 | Paraziták                           | Shivers               |                                            |
| 1970 | A jövő bűnei                        | Crimes of the Future  |                                            |
| 1969 | –                                   | Stereo                |                                            |

### Rövidfilmek
| Év   | Magyar cím | Eredeti cím    | Díjak, jelölések |
| ---- | ---------- | -------------- | ---------------- |
| 2014 | –          | The Nest       |                  |
| 2000 | –          | Camera         |                  |
| 1967 | –          | From the Drain |                  |
| 1966 | –          | Transfer       |                  |

## Magyarul megjelent művei
- Konzum; ford. Hegyi Pál; Európa, Bp., 2014 (Transz-sorozat) ISBN 9789630797290

## Jelentősebb díjai
- 1999 Berlini Nemzetközi Filmfesztivál, Ezüst Medve, eXistenZ
- 1996 Cannes-i Nemzetközi Filmfesztivál, a zsűri különdíja, Karambol